# シュワルツシルト・ブラックホール
シュワルツシルト・ブラックホール (Schwarzschild black hole) は回転しておらず電荷を持たないブラックホールのモデルである。
ブラックホールを特徴づける物理量としては質量、角運動量、電荷の 3 つしかない。これを「ブラックホールに毛が三本」という。この中で質量のみ値を持ち、角運動量と電荷が 0 のブラックホールがシュワルツシルト・ブラックホールである。
カール・シュヴァルツシルトは一般相対性理論の方程式を静的な球対称な真空中の重力場という条件で解いた。この特殊解をシュワルツシルト解と呼ぶ。
シュワルツシルト解において、重力源となっている質量 M の天体が半径 2GM/c2 （G は万有引力定数、c は光速度）よりも内側の領域に集中して存在するなら、その半径よりも内側では脱出速度が光速度を越えてしまう。すなわち光でも脱出できない天体ブラックホールである。この半径をシュワルツシルト半径といい、この半径の球面を事象の地平面という。シュワルツシルト・ブラックホールの中心は重力の特異点となっている。
ブラックホールのモデルには他に、質量と角運動量を持つが電荷を持たないカー・ブラックホール、質量と電荷を持つが角運動量を持たないライスナー・ノルドシュトルム・ブラックホール、質量も角運動量も電荷も持つカー＝ニューマン・ブラックホールがある。